# Rümmingen
Rümmingen (Alemannisch Rümmige) ist eine Gemeinde im Landkreis Lörrach in Baden-Württemberg. Zur Gemeinde Rümmingen gehören außer dem gleichnamigen Dorf keine weiteren Ortschaften. Der Ort ist Mitglied im Gemeindeverwaltungsverband Vorderes Kandertal mit Sitz in Binzen.

## Geografie

### Geografische Lage
Rümmingen liegt im äußersten Südwesten Deutschlands im Kandertal im Markgräflerland, etwa 6 km von der Schweizer und 7 km von der französischen Grenze entfernt.

### Nachbargemeinden
Die Gemeinde grenzt im Norden an Schallbach und Wittlingen, im Nordosten an die Stadt Kandern, im Osten und Süden an die Stadt Lörrach und im Westen an Binzen. Mit einer Exklave grenzt es zudem an die Gemeinde Fischingen.

## Geschichte
Rümmingen wurde erstmals im Jahre 767 als Romaninchova in einem Kaufvertrag, mit dem das damalige Dorf zusammen mit sechs weiteren Dörfern an das Kloster St. Denis bei Paris verkauft wurde, urkundlich erwähnt. In der Folgezeit wird der Ort unter diversen Namensformen [Romaningahoba (790), Romaninchoven (1064), Rümikun (1310), Rümichon (1321), Rümikon (1344)] in Urkunden erwähnt. Der Name wird auf eine Person namens Roman zurückgeführt.
Auch Rümmingen erlitt im Dreißigjährigen Krieg Verluste, die durch Zuzug aus Savoyen und dem Wallis teilweise ausgeglichen wurden.
Im Holländischen Krieg wurde das Dorf 1676 durch französische Truppen verbrannt.

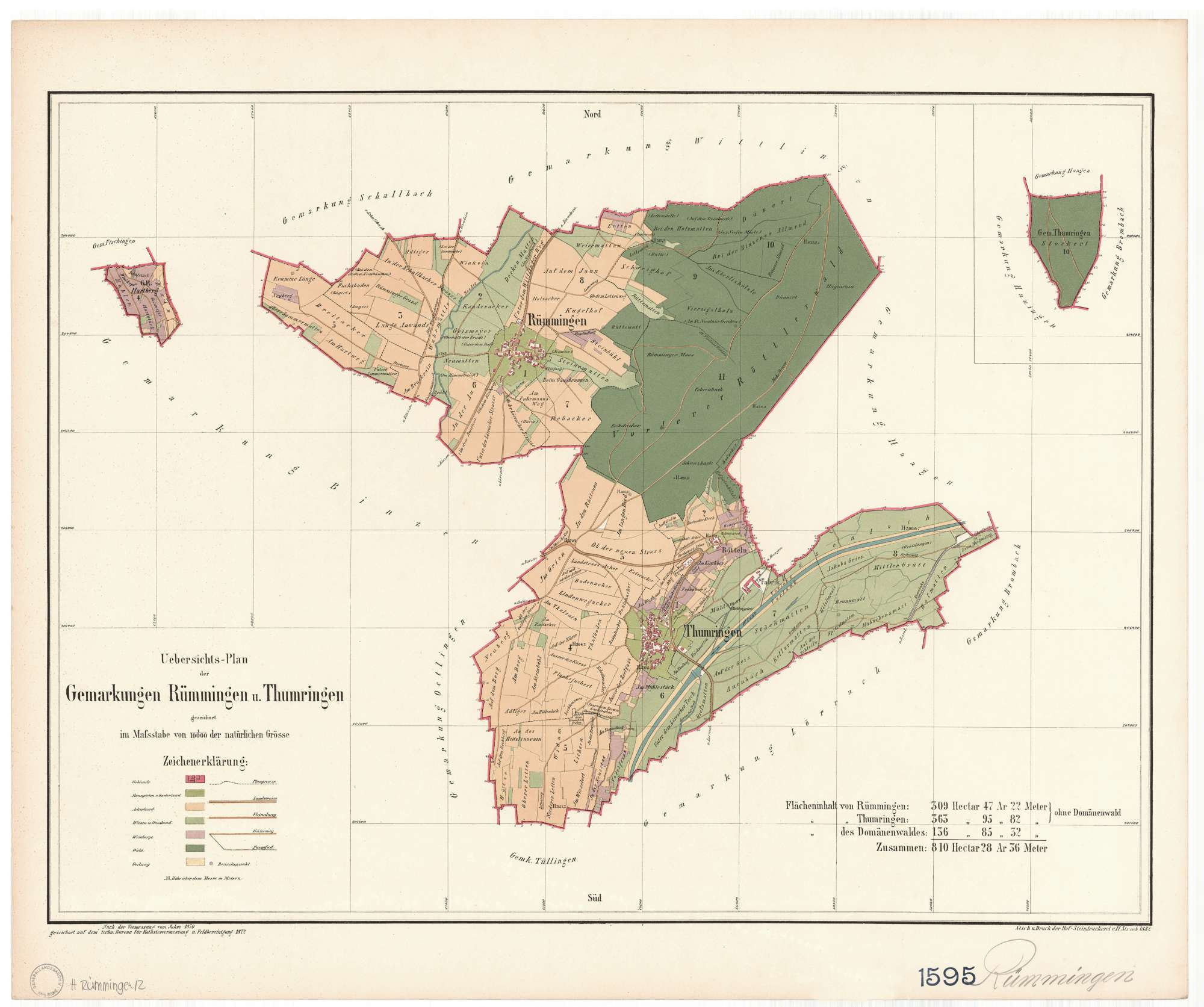
Karte von Rümmingen und Tumringen (1870)

Politisch war Rümmingen bis 1750 eine „Filiale“ der Gemeinde Binzen. Nachdem Rümmingen bereits 1726 einen Vorstoß machte, um einen eigenen Bann zu erhalten, erfolgte erst mit Vertrag vom 6. Juli 1750 die Abtrennung einer eigenen Gemarkung vom bisher gemeinsamen Bann mit Binzen.
Auch kirchlich gehörte Rümmingen bis 1989 zur Pfarrei. Von 1989 bis 2012 gab es eine eigene Kirchengemeinde, seit 2013 gibt es wieder eine gemeinsame evangelische Kirchengemeinde mit Binzen. Vor der Reformation gehörte die Kirchengemeinde Binzen-Rümmingen zur Diözese Konstanz. 1503 kaufte das Bistum Basel die Patronatsrechte über die Binzener Kirche. 1505 bauten sich die Rümminger ein eigenes Gotteshaus; die gotische Kapelle an der Dorfstraße steht heute noch und ist eines der ältesten Gebäude der Gemeinde.
Im Jahre 1740 stellte Rümmingen einen ersten eigenen Lehrer ein. 1835 baute die Gemeinde eine eigene Schule, das heutige Rathaus. 1964 wurde der Neubau der heutigen Grundschule eingeweiht und 1994 durch zwei Klassenräume erweitert.
Das Zeitalter der Industrialisierung begann in Rümmingen im Jahr 1861 mit der Errichtung einer Ziegelei, die durch die 1895 eröffnete Kandertalbahn rentabel wirtschaftete. 1967 wurde die Ziegelei von den Tonwerken Kandern übernommen, die 1993 den Betrieb in Rümmingen stilllegten.
Heute ist Rümmingen ein landwirtschaftlich und handwerklich geprägter Ort. Nach dem Ende des Zweiten Weltkriegs setzte eine rege Bautätigkeit ein und die Zahl der Einwohner stieg von 400 auf mehr als 1600.

## Politik

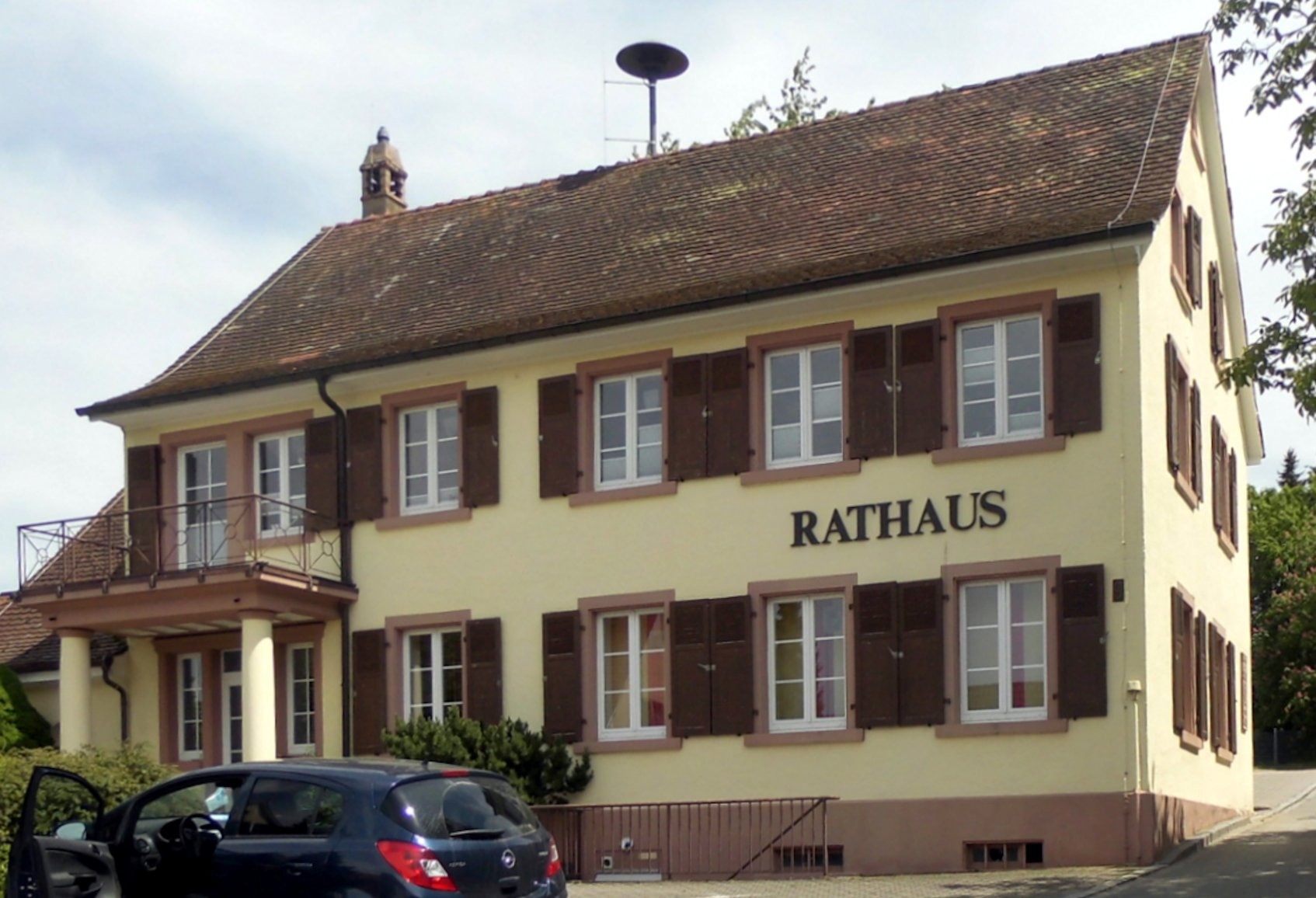
Rathaus Rümmingen

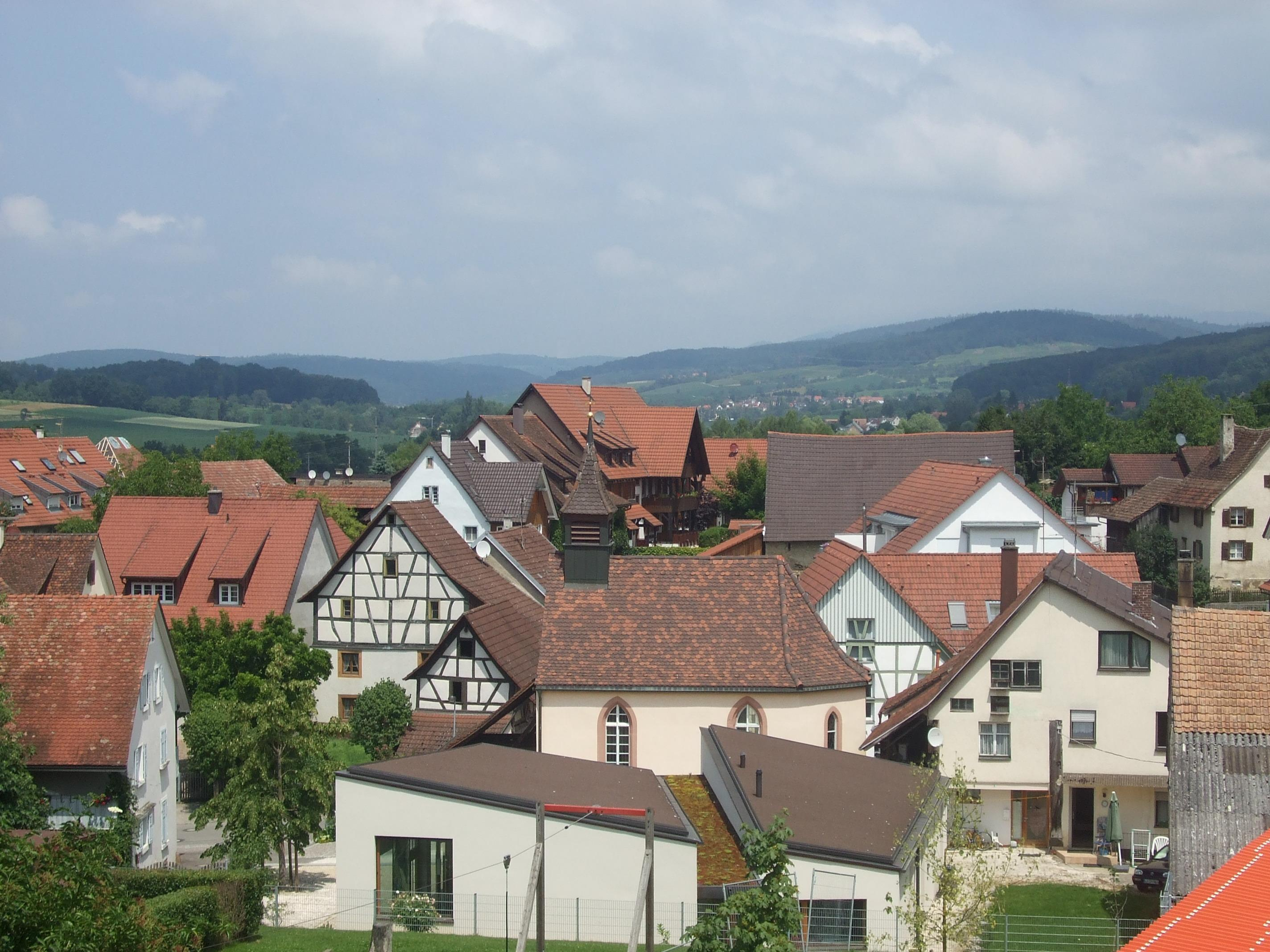
Historischer Dorfkern, im Hintergrund der Hochblauen

### Gemeinderat
Der Gemeinderat in Rümmingen besteht aus den 10 gewählten ehrenamtlichen Gemeinderäten und der Bürgermeisterin als Vorsitzende. Die Bürgermeisterin ist im Gemeinderat stimmberechtigt. Bei der Kommunalwahl am 9. Juni 2024 wurde der Gemeinderat durch Mehrheitswahl gewählt. Mehrheitswahl findet statt, wenn kein oder nur ein Wahlvorschlag eingereicht wurde. Die Bewerber mit den höchsten Stimmenzahlen sind dann gewählt. Die Wahlbeteiligung betrug 64,3 %.

### Verwaltung
Bürgermeisterin ist seit dem 1. April 2024 Joana Carreira. Sie wurde am 28. Januar 2024 mit 78,5 Prozent der Stimmen gewählt. Ihre Vorgängerin war von 2008 bis 2024 Daniela Meier.
Für bestimmte Verwaltungsaufgaben hat sich die Gemeinde dem Gemeindeverwaltungsverband Vorderes Kandertal mit Sitz in Binzen angeschlossen.

### Wappen
Blasonierung: „In geteiltem Schild oben in Gold ein wachsender, doppelgeschwänzter roter Löwe, unten in Silber auf grünem Dreiberg ein grünbeblätterter Apfelbaum mit roten Früchten und schwarzem Stamm.“
Der rote Löwe stellt die jahrhundertealte Verbindung zu Rötteln dar, der Apfelbaum symbolisiert die Bedeutung der Landwirtschaft für den Ort. Das Wappen wurde von der Gemeinde 1907 angenommen.

## Kultur und Sehenswürdigkeiten

### Museen
- Das „Chanderli“, die Kandertalbahn, ist seit 1986 als Museumsbahn mit drei Dampflokomotiven im Einsatz.

### Bauwerke

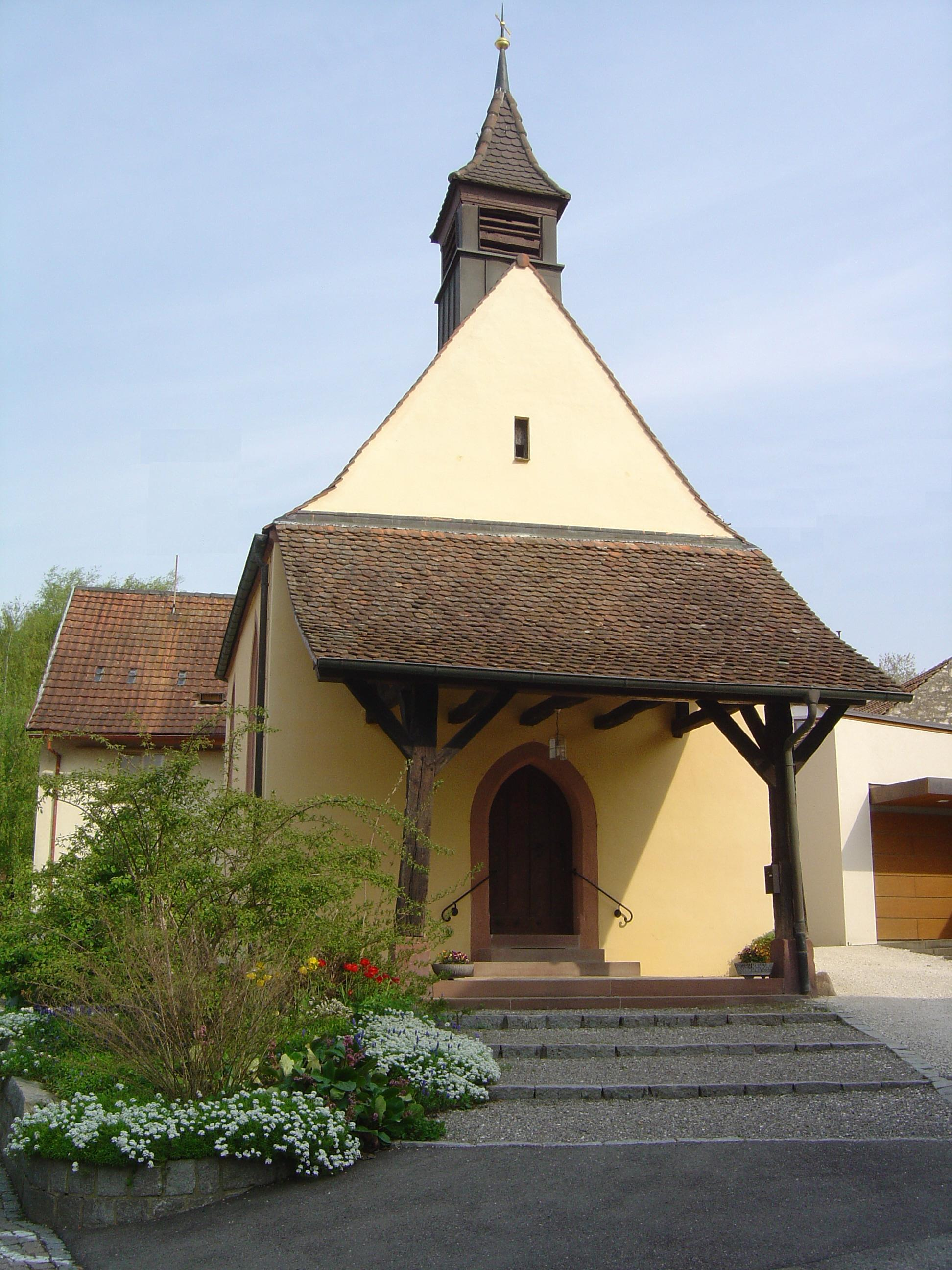
Evangelische Kirche Rümmingen

- Die gotische Kirche in Rümmingen wurde nach der Genehmigung durch den Bischof von Basel (1505) erbaut.[8] Die Jakobus-Kirche war eine Station auf dem Pilgerweg nach Santiago de Compostela. Bis heute finden dort Sonntags-Gottesdienste statt.

### Sport
- Rümmingen verfügt über einen Tennisclub (TC Rümmingen), einen Tischtennis- (TSV) und einen Ringerverein.

### Natur
Auf der Gemarkung der Gemeinde befindet sich das älteste Naturschutzgebiet des Landkreises, das Rümminger Moos. Außerdem gibt es das Naturdenkmal „Ziegelei-Grube Rümmingen“.

## Wirtschaft und Infrastruktur

### Verkehr
Der Südschwarzwald-Radweg führt als Rundweg von Hinterzarten über Waldshut-Tiengen, Lörrach und Freiburg rund um den Naturpark Südschwarzwald und durchquert dabei Rümmingen. 
Rümmingen liegt gut einen Kilometer von der Abfahrt Kandern der A 98 entfernt und ist damit sehr gut an das Fernstraßennetz angebunden. Über die Kreisstraße (K 6354) ist Rümmingen über den Passübergang Lucke (366 m) mit dem südlich gelegenen Lörrach verbunden.
Zum Rümminger Gemarkungsgebiet gehört die Passhöhe des Wittlinger Bucks (437 m), der allerdings nur von Haagen und Wittlingen über die Kreisstraße (K 6344) befahrbar ist.

### Bildung
In Rümmingen besteht eine Grundschule, die als Naturparkschule geführt wird.
Hauptschüler besuchen die Schule in Binzen. Realschulen befinden sich in Kandern und Weil am Rhein sowie in Lörrach, wo es auch mehrere Gymnasien gibt. Für die jüngsten Bewohner gibt es einen kommunalen Kindergarten im Ort.

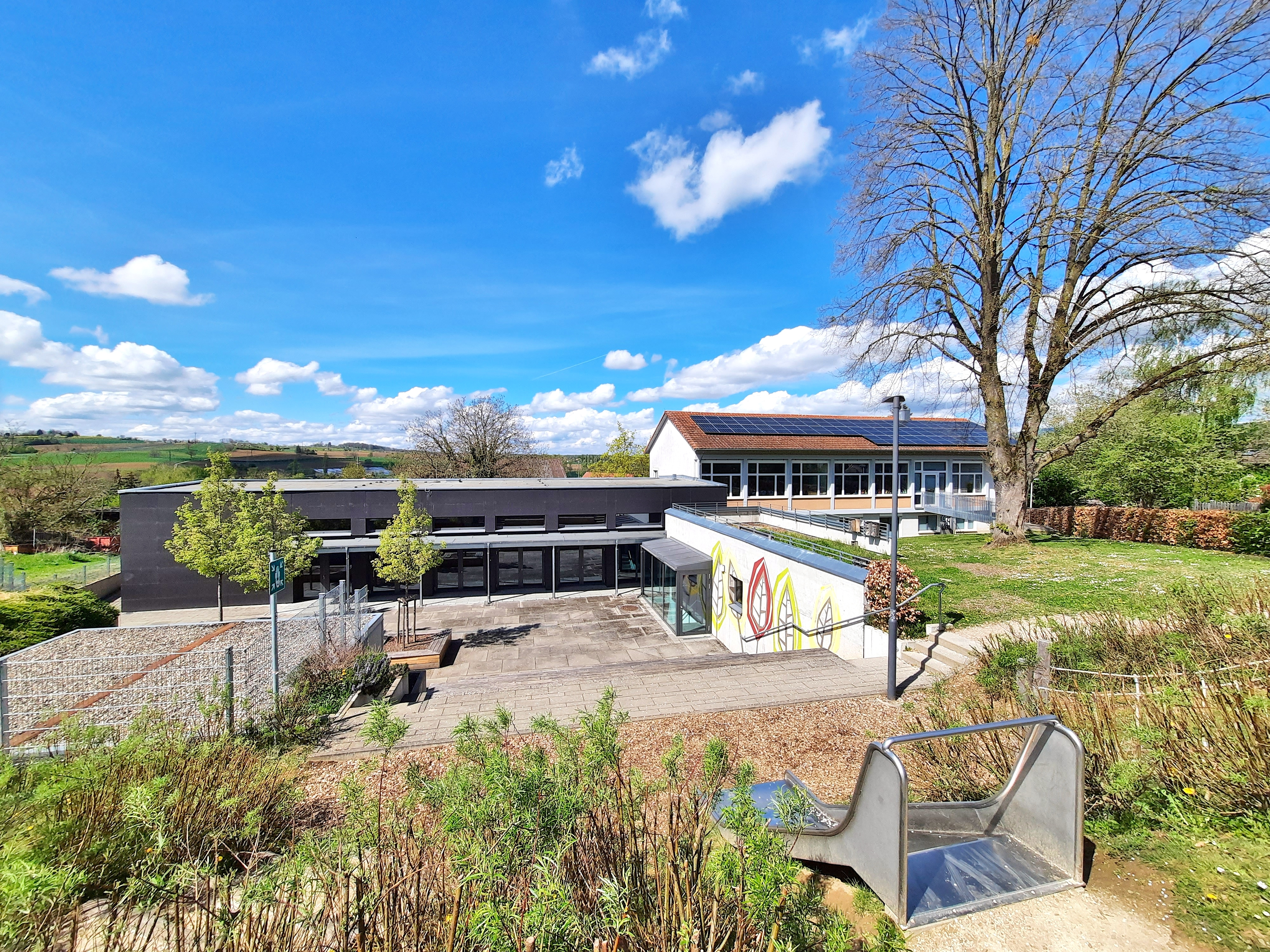
Halle (links) und Grundschule (rechts).
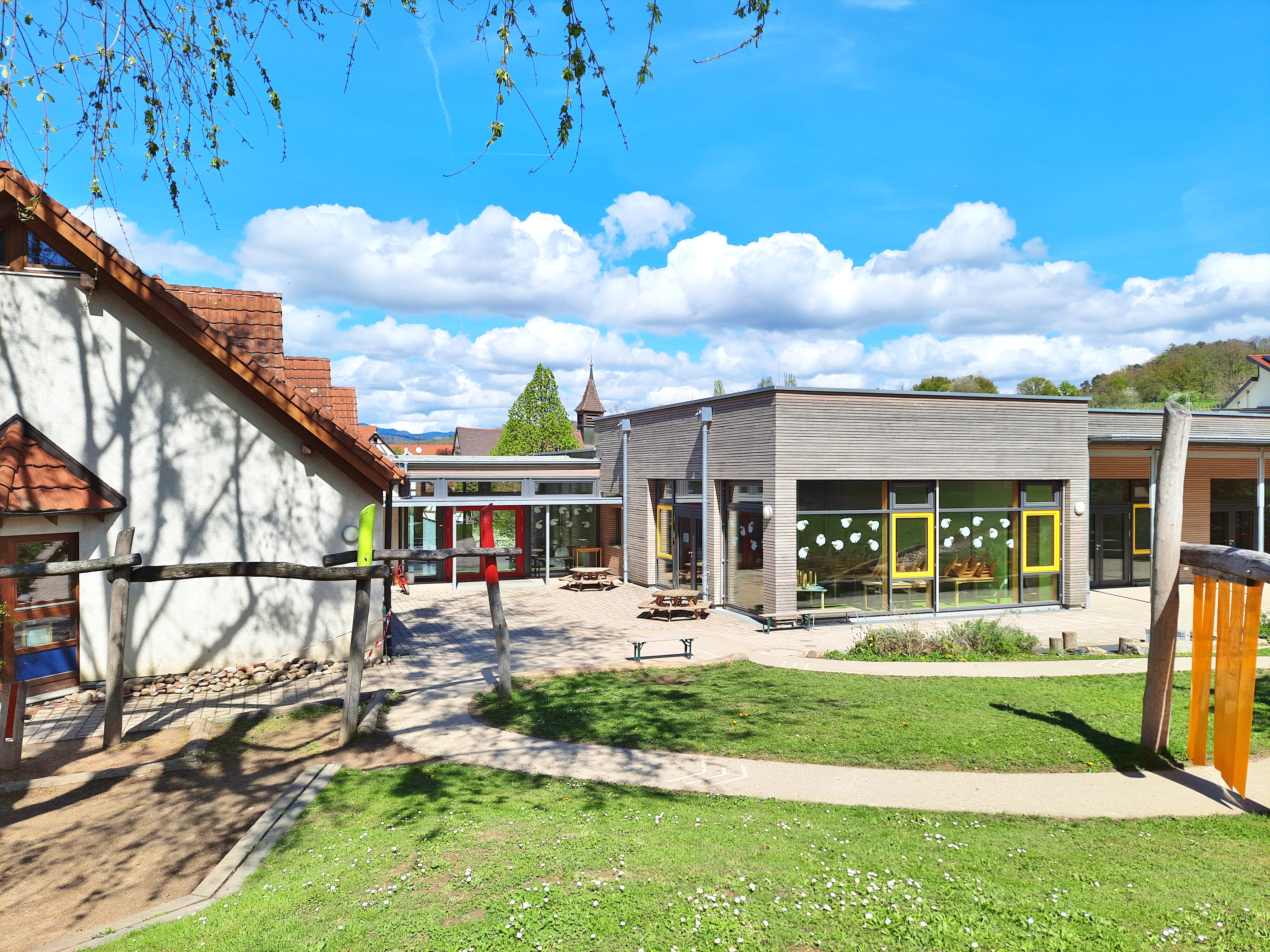
Kindergarten.

## Persönlichkeiten
- Friedrich Neff (1821–1849), deutscher Revolutionär und Teilnehmer der badischen Aufstände 1848/49 und als solcher in Freiburg hingerichtet
- Ludwig Friedrich Schnaufer (1816–1890), Freiheitsdichter 1848/49[12][13]
- Hermann Scherer (1893–1927), expressionistischer Bildhauer und Maler[14]

### Ehrenbürger
- Karl-Friedrich Böhringer (* 1888, † 1961), Chronist der Gemeinde[15]
- Fritz Frey († 2009), Gemeinderat (1948 bis 1957), Bürgermeister (1957 bis 1979), Träger des Bundesverdienstkreuzes[16]
- Heinrich Benner, Altbürgermeister (1992 bis 2008)[15]
- Walter Häßler (* 1927, † 2010), maßgeblich an Bau der Gemeindehalle beteiligt, Träger des Bundesverdienstkreuzes[15]

### Sonstige
- Georg Rauch (1921–2008), ehemaliges Mitglied der Waffen-SS und nach italienischem Militärgerichts-Urteil beteiligt am Massaker von Sant’Anna di Stazzema, lebte in Rümmingen.